# Бодо (мова)
Бодо (девана́ґарі:बोड़ो) або боро — тибето-бірманська мова із сино-тибетської мовної сім'ї. В основному поширена на північному заході індійського штату Ассам, крім цього є мовою меншин на півночі Західної Бенгалії, в частинах Маніпура, Меґхалаї та на сході Непалу. Згідно з переписами, в Індії ця мова є рідною для 1 200 000 осіб, натомість у Непалі мовою боро розмовляють лише 3300 осіб. З 2003 року мова бодо отримала статус офіційної мови в штаті Ассам.

## Писемність
До XIX століття, коли було введено бенгальський алфавіт, бодо була виключно усною мовою і не мала писемності. У процесі християнізації чимало носіїв бодо стали використовувати латинський алфавіт. Сьогодні ж для письма, як правило, використовують деванаґарі. Сепаратисти з «Національного демократичного фронту країни Боро» вимагають введення стандартизованої писемності на основі латиниці.

## Діалекти
Бодо поділяють на три групи діалектів — західну, південну і східну. Окремі місцеві говірки відрізняються одна від одної перш за все вимовою, а також словниковим запасом. Стандартом мови боро прийнято вважати західний діалект.

## Граматика
Боро — флективна мова. В ній є сім відмінків, два числа і два роди, які, однак, використовуються лише для живих істот. У дієслів існує по одній формі для минулого, теперішнього і майбутнього часу. У кожному з часів існують також види, в теперішньому часі їх три, в минулому — лише два.